# 纽卡斯尔公爵
纽卡斯尔公爵（Duke of Newcastle）又译「紐塞公爵」、「紐卡素公爵」，全稱是泰恩河畔紐卡斯爾公爵（Duke of Newcastle-upon-Tyne），第一、二次冊封為英格蘭貴族爵位，第三次冊封為大不列顛貴族爵位。
1756年冊封的紐卡斯爾安德萊恩公爵（Duke of Newcastle-under-Lyne）亦簡稱為紐卡斯爾公爵，屬大不列顛貴族爵位。

## 泰恩河畔紐卡斯爾公爵，第一次授封（1665）
- 第一代紐卡斯爾公爵威廉·卡文迪許
- 第二代紐卡斯爾公爵亨利·卡文迪許（英语：Henry Cavendish, 2nd Duke of Newcastle）

## 克萊爾伯爵（1624）
- 約翰·霍利斯，第一代克萊爾伯爵（1564–1637）
- 約翰·霍利斯，第二代克萊爾伯爵（1595–1666）
- 吉爾伯特·霍利斯，第三代克萊爾伯爵（1633–1689）
- 約翰·霍利斯，第四代克萊爾伯爵（1662–1711，1694年封泰恩河畔紐卡斯爾公爵）

## 泰恩河畔紐卡斯爾公爵，第二次授封（1694）
- 約翰·霍利斯，第一代泰恩河畔紐卡斯爾公爵（1662–1711）

## 泰恩河畔紐卡斯爾公爵，第三次授封（1715）
- 托馬斯·佩勒姆-霍利斯，第一代泰恩河畔紐卡斯爾公爵（1693–1768，1757年加封紐卡斯爾安德萊姆公爵）

## 紐卡斯爾安德萊姆公爵（1757）
- 托馬斯·佩勒姆-霍利斯，第一代紐卡斯爾安德萊姆公爵（1693–1768）
- 亨利·佩勒姆-柯林頓，第二代紐卡斯爾安德萊姆公爵（1720–1794）
- 托馬斯·佩勒姆-柯林頓，第三代紐卡斯爾安德萊姆公爵（1752–1795）
- 亨利·佩勒姆-柯林頓，第四代紐卡斯爾安德萊姆公爵（1785–1851）
- 亨利·佩勒姆-柯林頓，第五代紐卡斯爾安德萊姆公爵（1811–1864）
- 亨利·佩勒姆-柯林頓，第六代紐卡斯爾安德萊姆公爵（1834–1879）
- 亨利·佩勒姆-柯林頓，第七代紐卡斯爾安德萊姆公爵（1864–1928）
- 法蘭西斯·佩勒姆-柯林頓-霍普，第八代紐卡斯爾安德萊姆公爵（1866–1941）
- 亨利·佩勒姆-柯林頓-霍普，第九代紐卡斯爾安德萊姆公爵（1907–1988）
- 愛德華·佩勒姆-柯林頓，第十代紐卡斯爾安德萊姆公爵（1920–1988）

關於詳細歷史請見林肯伯爵。